# عبد الحليم علي
عبد الحليم علي، هو أحد ابرز لاعبي كرة القدم في مصر ونادي الزمالك في العشر سنوات الأخيرة، هو الهداف الأول لنادي الزمالك على مدار تاريخه، انضم لنادي الزمالك قادماً من نادي الشرقية للدخان.
له العديد من الإنجازات مع الزمالك ومنتخب مصر، وكان ضمن تشكيلة المنتخب المصري الحائز على كأس أمم أفريقيا 2006 التي اقيمت في مصر.
اشتهر بالرقم 24 مع الزمالك، لقبته الجماهير بالعندليب نسبة للمطرب عبد الحليم حافظ الشهير بلقب (العندليب الأسمر)، أعلن اعتزاله كرة القدم في 27 يونيو 2009 وانضم للجهاز الفني لنادي الزمالك كمساعد للمدرب. سجل 138 هدف مع الزمالك من اصل 339 مباراه لعبهم !

## مشواره التهديفي

### أهدافه مع الزمالك
- أحرز 83 هدفا في بطولة الدوري المصري الممتاز.
- أحرز 16 هدفا في بطولة كأس مصر.
- أحرز 26 هدفا في بطولات أفريقيا للأندية.
- أحرز 13 هدفا في البطولات العربية.

اعتزل بعد ضغوط كبيرة من ممدوح عباس رئيس الزمالك وبرغم ذلك كان هناك عرض من الاتحاد السكندرى ولم تنجح جهود عفت السادات في شراء عبد الحليم على واعتزل عبد الحليم تاركا وراءه تاريخ لاولاد الزمالك

### أهدافه مع منتخب مصر
- لعب 43 مباراة دولية مع منتخب مصر أحرز خلالها 10 أهداف.

وعُرف عنه التزامة الاخلاقي وتدينة الشديد وانه لاعب غير مثير للمشاكل فبجانب كل هذه الانجازات كان العندليب من اقل اللاعبين حصول على الاموال حيث كان عقده اقل بكثير من زملاء له بالفريق لم يقدموا 10/1 مما قدمة العندليب

## ألقابه
العندليب / الهداف / الهداف الخلوق / الأسطورة

### مع منتخب مصر
- حصل مع منتخب مصر على كأس أمم أفريقيا 2006.

### مع منتخب مصر العسكري
- فاز مع منتخب مصر العسكري ببطولة العالم العسكرية عام 2001
- فاز مع منتخب مصر العسكري ببطولة أفريقياالعسكرية عام 2004

### مع الزمالك
أحرز مع الزمالك 12 بطولة هي كالتالى :
- 3 بطولات الدورى المصري الممتاز أعوام (2000/2001، 2002/2003، 2003/2004).
- 2 بطولتان كأس مصر (2001/2002، 2007/2008).
- 2 كأس السوبر المصري (2000/2001، 2001/2002).
- 1 بطولة أفريقيا للأندية أبطال الكؤوس عام 2000.
- 1 بطولة دوري أبطال أفريقيا عام 2002.
- 1كأس السوبر الأفريقي عام 2003.
- 1 البطولة العربية للأندية عام 2003.
- 1كأس السوبر المصري-السعودى عام 2003.

### ألقاب شخصية
- الهداف الأول في تاريخ نادي الزمالك.
- هداف الدوري المصري الممتاز موسم 2003/2004 برصيد 21 هدفاً.
- هداف الزمالك أفريقيا برصيد 26 هدف

## روابط خارجية
- عبد الحليم علي على موقع قاعدة بيانات كرة القدم.إي يو (الإنجليزية)
- عبد الحليم علي على موقع ناشيونال فوتبول تيمز (الإنجليزية)